# Ekspres naukowców
Ekspres naukowców – telewizyjny program popularnonaukowy dla dzieci i młodzieży nadawany codziennie w godzinach 7:00 i 12:00 w Da Vinci Learning. Program prowadzony jest przez  Kati Bellowitsch i Thomasa Brezinę, którzy wyjaśniają zjawiska ze świata nauki. W programie: liczne eksperymenty, podróże w czasie i wyjaśnianie naukowych zjawisk. Hasło programu to „learning by doing”
Audycja składa się z następujących części:
- Zadanie
- Zbuduj coś
- Eksperyment